# جورج سنيدون
جورج سنيدون (بالإنجليزية: George Sneddon)‏ هو لاعب بولينغ بريطاني، ولد في 13 ديسمبر 1949.

## روابط خارجية
- جورج سنيدون على موقع اتحاد ألعاب الكومنولث (مؤرشف) (الإنجليزية)